# Ashleigh Cummings

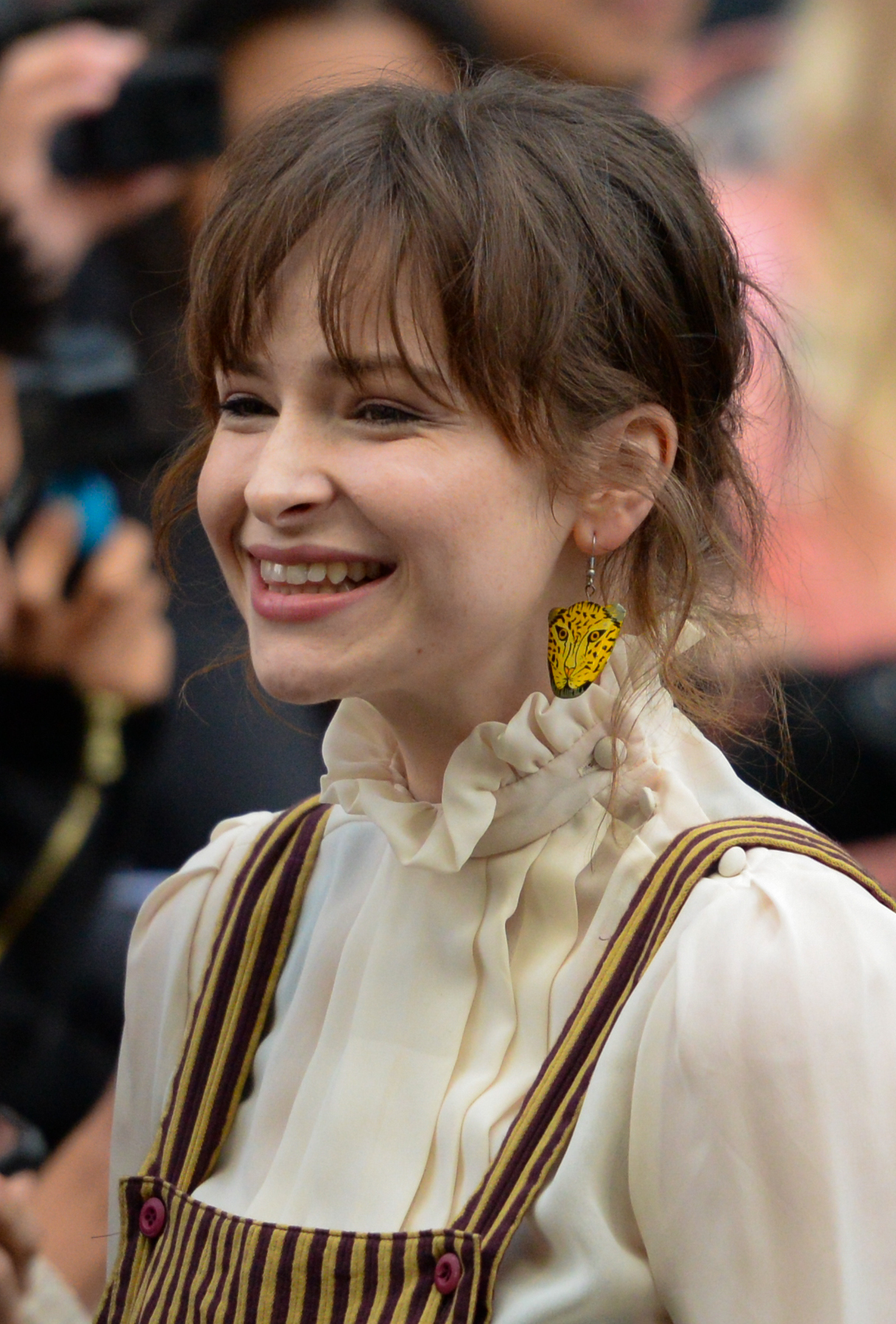
Ashleigh Cummings (2019)

Ashleigh Cummings (* 11. November 1992 in Dschidda, Saudi-Arabien) ist eine australische Schauspielerin. Seit ihrer Mitwirkung an Razzle Dazzle: A Journey into Dance ist sie mit kleineren Rollen in australischen Film- und Fernsehproduktionen beteiligt. International bekannt wurde sie durch die Rolle der Robyn Mathers in dem Film Tomorrow, When the War Began (2010).

## Leben und Karriere
Ashleigh Cummings wurde in Saudi-Arabien geboren, wo ihre Eltern arbeiteten und lebten. Als sie zwölf war, zog die Familie nach Sydney. Seit Ashleigh zwei Jahre alt war, wurde sie in Ballett unterrichtet. In Sydney setzte sie ihre Ausbildung in Tanz und Schauspiel fort und schrieb sich mit vierzehn Jahren an der Brent Street School of Performing Arts ein. Für ihre Schulausbildung besuchte sie die Wenona School in North Sydney.
Cummings’ erste Mitwirkung an einem Film war in dem 2007 gedrehten Mockumentary-Film Razzle Dazzl: A Journey into Dance als Ballettschülerin von Ms. Elisabeth. Als Nächstes folgte im Jahr 2008 die Rolle der Sal im Fernsehfilm Dream Life. In der Fernsehserie Home and Away spielte sie in einigen Folgen die Rolle der Ali Edmonds. In dem Spielfilm Green Fire Envy übernahm sie die Rolle der Ally Sheppard.
In der Rolle der Robyn Mathers in Tomorrow, When the War Began (2010) erlangte Cummings internationale Aufmerksamkeit und wurde für den Australian Film Institute Award als beste Jungdarstellerin nominiert. Im Anschluss trat sie in der Theaterproduktion Our Town der Sydney Theatre Company auf.
2011 übernahm Cummings die Rolle der Britney in der TV-Serie Rescue: Special Ops, die Rolle der Gracie in Underbelly: Razor und die Rolle der Trilby in Dance Academy – Tanz deinen Traum!. Von 2012 bis 2015 spielte Cummings die Rolle der Dorothy „Dot“ Williams in der TV-Serie Miss Fishers mysteriöse Mordfälle, deren erste Folge am 24. Februar 2012 ausgestrahlt wurde. Für diese Rolle wurde sie für den Logie Award als beliebteste Schauspielerin nominiert. Von August 2012 bis Mai 2014 wurde die Serie Puberty Blues, in der Cummings die Rolle der Debbie Vickers spielt, ausgestrahlt, für deren Darstellung sie erneut für den Logie Award sowie den AACTA Award nominiert wurde.

## Filmografie (Auswahl)
- 2007: Razzle Dazzle: A Journey into Dance
- 2008: Green Fire Envy
- 2008: Dream Life (Fernsehfilm)
- 2009: Home and Away (Fernsehserie, 3 Folgen)
- 2010: Tomorrow, When the War Began
- 2011: Rescue: Special Ops (Fernsehserie, Folge The Intervention)
- 2011: Underbelly – Krieg der Unterwelt (Underbelly, Fernsehserie, Folge Blood Alley)
- 2012: Dance Academy – Tanz deinen Traum! (Dance Academy, Fernsehserie, Folge Immer neu; Originaltitel: Faux Pas De Deux)
- 2012–2015: Miss Fishers mysteriöse Mordfälle (Miss Fisher’s Murder Mysteries, Fernsehserie, 34 Folgen)
- 2012–2014: Puberty Blues (Fernsehserie, 17 Folgen)
- 2013: Galore
- 2013: Snowblind (Kurzfilm)
- 2013: Greg's First Day (Kurzfilm)
- 2015: Gallipoli (Fernsehserie, 7 Folgen)
- 2016: Hounds of Love
- 2017: Pork Pie
- 2017–2018: Westside (Fernsehserie, 12 Folgen)
- 2019: Der Distelfink (The Goldfinch)
- 2019–2020: NOS4A2 (Fernsehserie, 20 Folgen)
- 2020: Miss Fisher und die Gruft der Tränen (Miss Fisher and the Crypt of Tears)
- 2022: Vide Noir
- 2023: Citadel (Fernsehserie, 6 Folgen)
- 2024: The Beast Within
- 2025: Long Bright River (Fernsehserie)

## Auszeichnungen und Nominierungen
- 2010: Australian-Film-Institute-Young-Actor-Award-Nominierung für Tomorrow, When the War Began[9]
- 2013: Australian-Film-Institute-Award-Nominierung als Beste Hauptdarstellerin in einem Fernseh-Drama für Puberty Blues
- 2013: Logie-Award-Nominierung in der Kategorie „Most Popular Actress“ für Puberty Blues[10]
- 2013: Logie-Award-Nominierung in der Kategorie „Most Popular Actress“ für Miss Fisher's Murder Mysteries